# Sendero de lágrimas

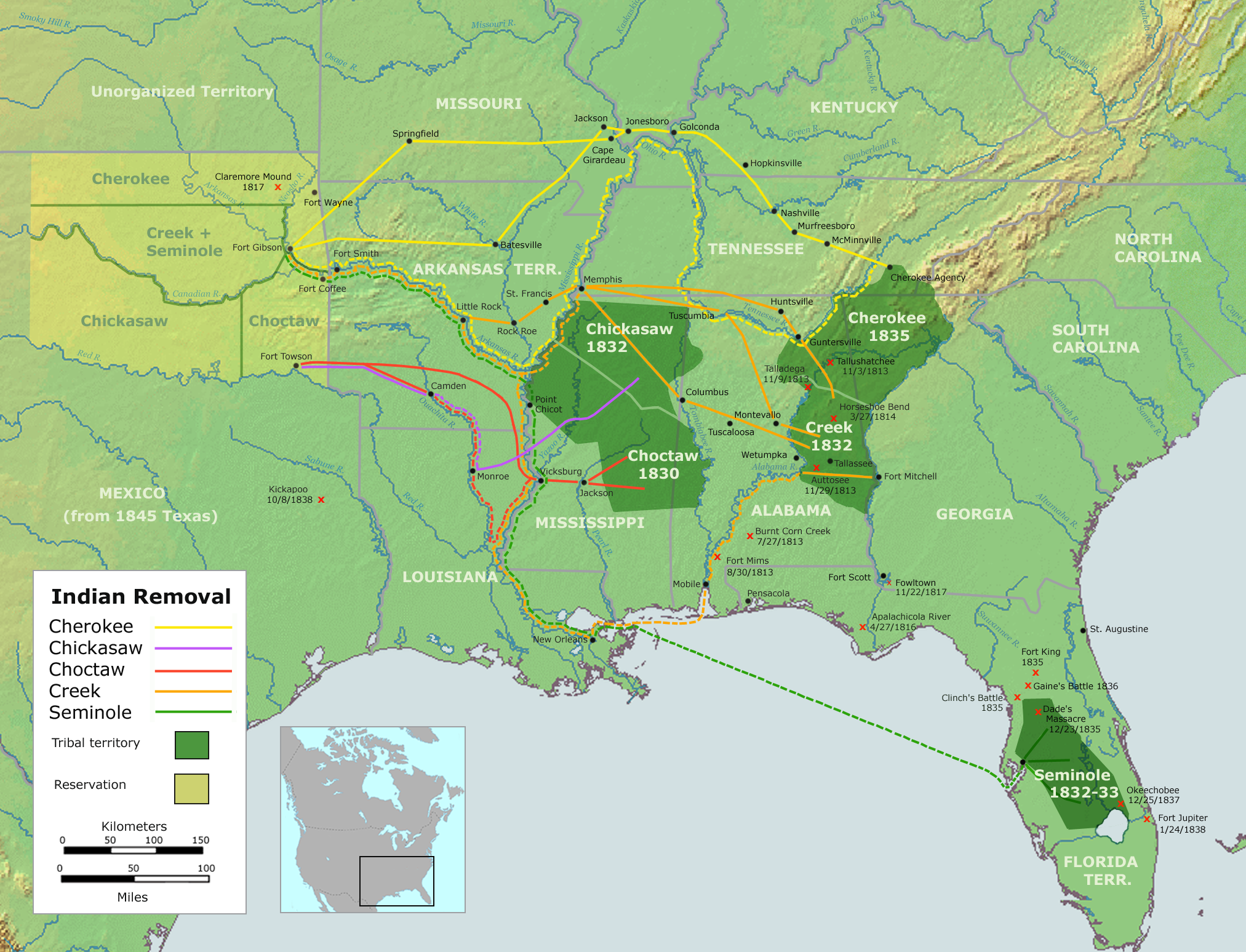
Mapa y ruta de traslados.

El Sendero de Lágrimas (en inglés, Trail of Tears) fue una serie de desplazamientos forzados de aproximadamente 60 000 indígenas de las denominadas Cinco Tribus Civilizadas entre 1830 y 1850 por parte del gobierno de Estados Unidos. Esta limpieza étnica, que formaba parte de la expulsión de los nativos, fue gradual y se produjo durante un periodo de casi dos décadas. Los miembros de las naciones cherokee, muscogee (creek), seminola, chickasaw y choctaw (además de los miles de esclavos negros de cinco tribus) fueron expulsados por la fuerza desde sus tierras ancestrales en el sureste de Estados Unidos a zonas al oeste del río Misisipi que habían sido designadas Territorio Indio por el gobierno de Estados Unidos. Los traslados forzosos fueron llevados a cabo por las autoridades gubernamentales tras la aprobación de la Ley de Traslado Forzoso de los Indios en 1830. El traslado de los cherokees en 1838 (el último traslado forzoso al este del Misisipi) fue provocado por el descubrimiento de oro cerca de Dahlonega (Georgia) en 1828, lo que dio lugar a la fiebre del oro de Georgia.
Los pueblos reubicados sufrieron la exposición, las enfermedades y el hambre mientras se dirigían a su nueva reserva india. Miles de personas murieron de enfermedades antes de llegar a su destino o poco después. Suzan Shown Harjo, del Museo Nacional del Indio Americano del Smithsonian, lo describe como un genocidio.

## La fiebre del oro y casos jurídicos

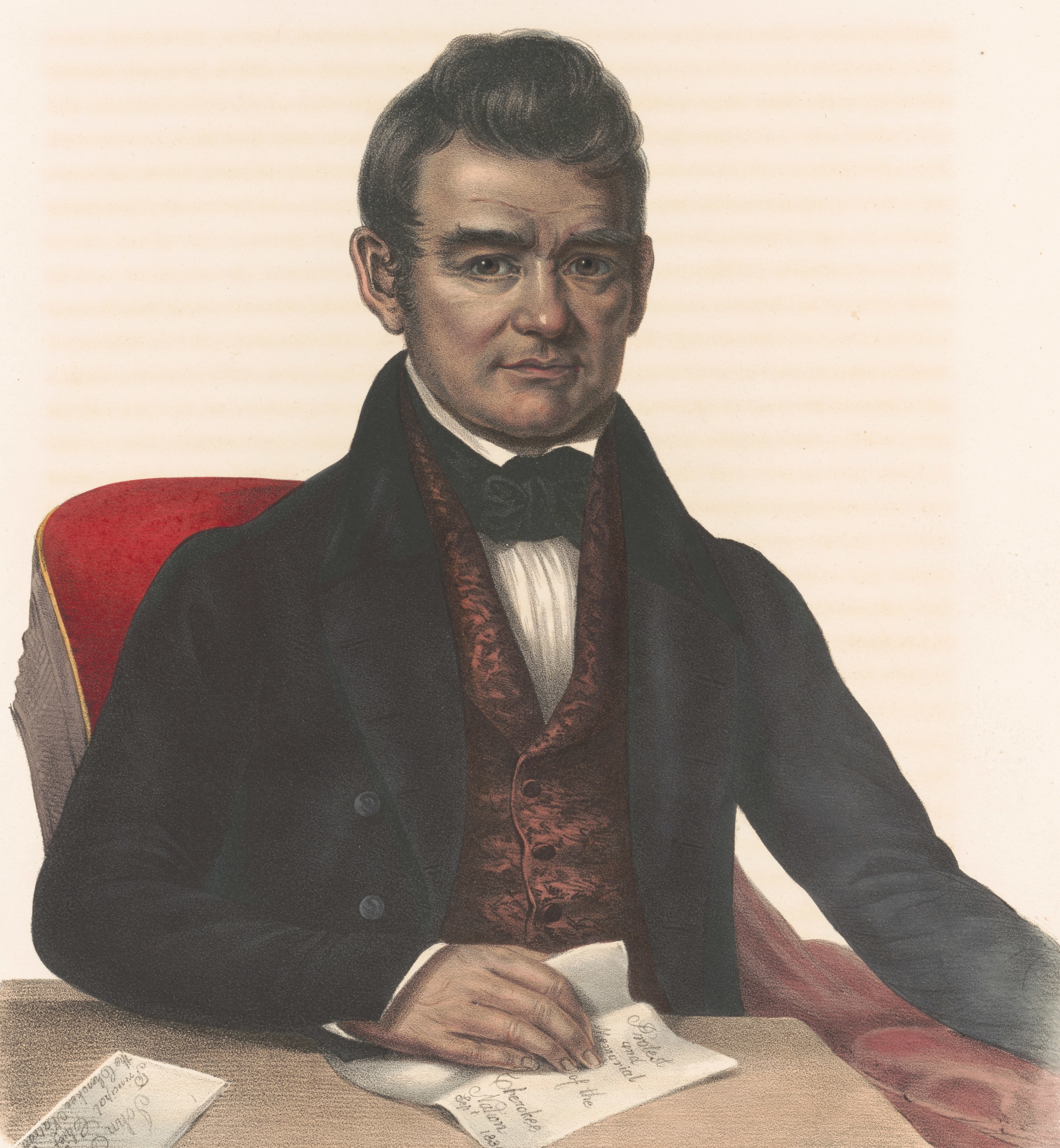
El jefe John Ross.

La tensión entre Georgia y la Nación Cheroqui derivó en una crisis con el descubrimiento de oro cerca de Dahlonega en 1829, que originó la primera fiebre del oro en la historia de los Estados Unidos. Esperanzados especuladores del oro empezaron a invadir las tierras cheroquis, y se empezó a presionar al gobierno de Georgia para que cumpliera las promesas del pacto de 1802.
Cuando Georgia quiso extender las leyes estatales sobre las tierras tribales cheroquis, el asunto llegó a la Corte Suprema de los Estados Unidos. En la Nación Cherokee v. Georgia (1831), la Corte Marshall dictaminó que los cheroquis no eran una nación soberana e independiente, y por tanto se negó a atender el caso. Sin embargo, en Worcester v. Estado de Georgia (1832), la Corte dictaminó que Georgia no podía imponer sus leyes en el territorio cheroqui, ya que solo el gobierno nacional —y no los gobiernos estatales— tenía autoridad en los asuntos indios.
Se ha citado a menudo al presidente Jackson desafiando a la Corte Suprema con las palabras: «John Marshall ha tomado su decisión; ¡dejemos ahora que la haga cumplir!». Jackson probablemente nunca llegó a decir esto, pero sí defendió firmemente la deportación de los indios al oeste. No tenía ningún interés en usar al Gobierno nacional para proteger a los cheroquis de Georgia, puesto que estaba enredado en cuestiones de derechos estatales en lo que fue se conoció como la crisis de la anulación. Con el Indian Removal Act de 1830, el Congreso de los Estados Unidos concedió a Jackson autoridad para negociar tratados de remoción, en los que se intercambiaba territorio indio en el este por tierras al oeste del río Misisipi. Jackson usó la disputa con Georgia para presionar a los cheroquis y conseguir que firmasen el tratado.

## Georgia y la Nación Cheroqui
La rápida expansión de la población de Estados Unidos, a principios del siglo XIX produjo tensiones con las tribus indígenas norteamericanas localizadas al interior de varios estados. Mientras los gobiernos estatales no querían tener enclaves indígenas independientes al interior de sus fronteras estatales, las tribus indígenas no querían ser reubicados ni tampoco renunciar a sus identidades.
Con el Pacto de 1802, el estado de Georgia desistió de sus reclamos al gobierno nacional por los territorios al oeste (los cuales se convirtieron más tarde en los estados de Alabama y Misisipi). A cambio de ello, el gobierno nacional le prometió que finalmente pactaría tratados para reubicar a todas las tribus indígenas ubicadas al interior de Georgia, y por lo tanto dándole a esta última el control de todo el territorio al interior de sus fronteras.
Sin embargo, los cheroquis, cuyas tierras tribales ancestrales se superponían con las fronteras de los estados de Georgia, Tennessee, Carolina del Norte y Alabama, rehusaron moverse. Ellos establecieron una capital en 1825 en la ciudad de New Echota (cerca de la actual Calhoun, en el estado de Georgia). Además, y guiados por el jefe principal John Ross y por Major Ridge, portavoz del Concejo Nacional Cheroqui, los cheroquis adoptaron una constitución escrita el 26 de julio de 1827, declarando a la Nación Cheroqui como una nación soberana e independiente.

## Tratado de remoción y resistencia

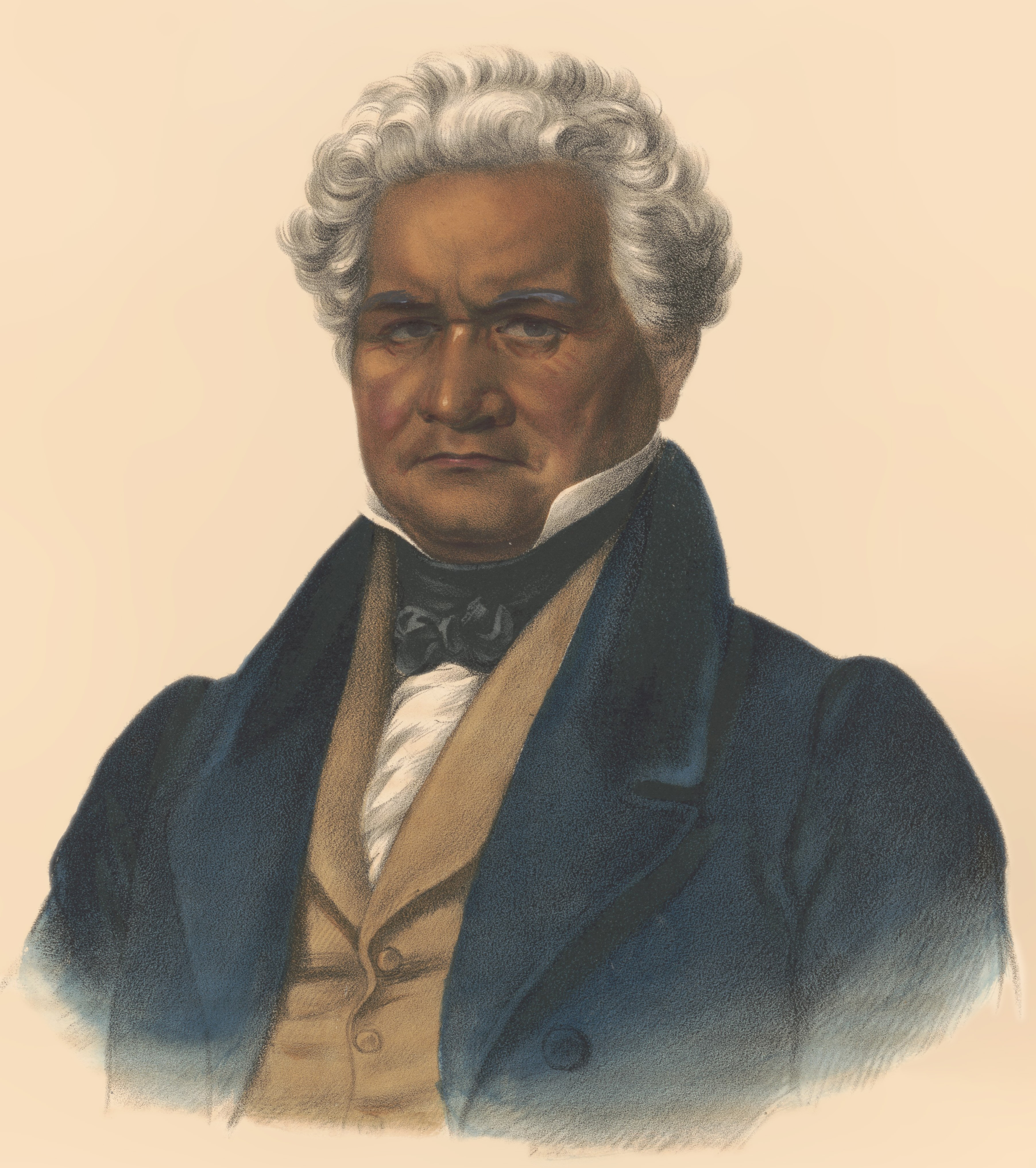
El Comandante Ridge.

Con la arrolladora reelección de Andrew Jackson en 1832, algunos de los oponentes más enérgicos al traslado cheroqui comenzaron a cambiar de postura. Lo que terminó por conocerse como el «Partido del Tratado» o «Partido Ridge», estuvo acaudillado por el comandante Ridge, su hijo John Ridge, y sus sobrinos Elias Boudinot y Stand Watie. El Partido Ridge creía que el tratado era lo que más beneficiaría a los cheroquis y les permitiría obtener las mejores condiciones por parte del Gobierno estadounidense, antes de que la colonización ilegal blanca, los gobiernos estatales y la violencia empeoraran la situación. John Ridge emprendió charlas no autorizadas con la administración Jackson a finales de los años 1820. Mientras tanto, anticipándose a la remoción de los cheroquis, el estado de Georgia comenzó a realizar pujas para dividir las tierras tribales cheroquis entre los georgianos blancos.
Sin embargo, el principal jefe John Ross y la mayoría del pueblo cheroqui permanecieron inflexiblemente opuestos al traslado. Entonces, comenzó la maniobra política: el jefe Ross canceló las elecciones de 1832, el Consejo impugnó a los Ridge, y un miembro del Partido Ridge fue asesinado. Los Ridge respondieron creando finalmente su propio consejo, que representaba solo a una fracción del pueblo cheroqui. Esto dividió a la Nación Cheroqui en dos grupos: los cheroquis del oeste, encabezados por el comandante Ridge; y los del este, que continuaban reconociendo la autoridad del jefe John Ross como jefe de la nación cheroqui.
En 1835, Jackson nombró al reverendo John F. Schermerhorn comisario de tratados. El Gobierno de EE. UU. propuso pagar a los cheroquis 4,5 millones de dólares (entre otras compensaciones) para que ellos mismos se trasladaran. El Consejo de la Nación Cheroqui rechazó la propuesta en octubre de 1835. El jefe Ross, en un intento de establecer un acercamiento entre su administración y el Partido Ridge, viajó a Washington con John Ridge para entablar nuevas negociaciones, pero el Gobierno estadounidense rehusó hacerlo e indicó a los cheroquis que tratasen con Schermerhorn.
Al mismo tiempo, Schermerhorn organizaba una reunión con los miembros del consejo favorables al traslado en New Echota, Georgia. Solo quinientos cheroquis (de entre varios miles) respondieron a la convocatoria y, el 30 de diciembre de 1835, veinte partidarios de la remoción cheroqui, entre los que se encontraban Ridge y Elias Boudinot, firmaron, o marcaron con una «X», el Tratado de New Echota. John Ridge y Stand Watie firmaron el tratado cuando fue llevado a Washington. El jefe Ross, tal como era de esperar, no lo hizo. Las firmas conculcaban la ley de la Nación Cheroqui, cuyo borrador había redactado John Ridge y que se había aprobado en 1829, pues esta castigaba la cesión por escrito las tierras cheroquis con la pena capital.
Ni un solo oficial del Consejo Cheroqui firmó el documento. Este tratado entregaba todo el territorio cheroqui al este del río Misisipi a los estadounidenses. Pese a las protestas del Consejo Nacional Cheroqui y del jefe Ross argumentando que el documento era un fraude, el Congreso ratificó el tratado el 23 de mayo de 1836, aunque por una mayoría de un único voto. Algunos cheroquis (incluyendo a los partidarios de Ridge) partieron entonces al oeste, uniéndose a aquellos que ya habían emigrado. A finales de 1826, más de seis mil cheroquis se habían trasladado al oeste. No obstante, más de dieciséis mil se quedaron en el sur: los términos del tratado les daban un plazo de dos años para emigrar.

## Emigración forzosa

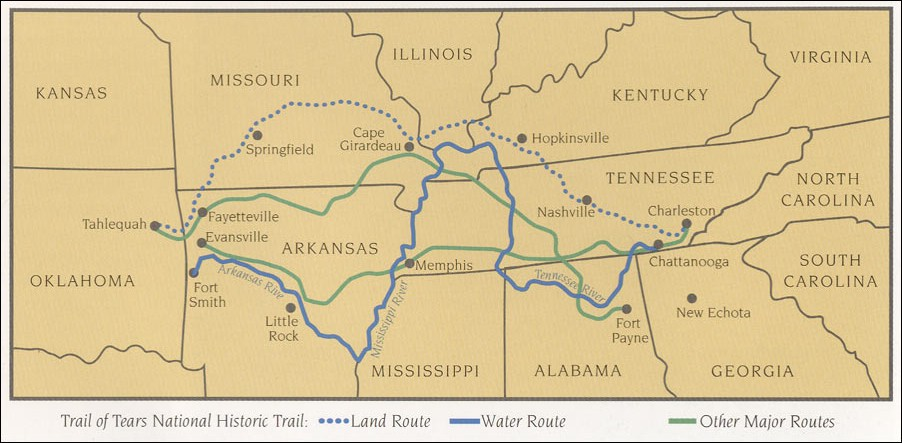
Mapa de rutas del traslado.

Las protestas contra el Tratado de New Echota continuaron. En la primavera de 1838, el Jefe Ross presentó una petición con más de 15 000 firmas cheroquis, pidiendo al Congreso que invalidase el tratado. Muchos estadounidenses blancos estaban indignados por la dudosa legalidad del tratado, y pedían al gobierno que no forzase a los cheroquis a que emigrasen. Por ejemplo, el 23 de abril de 1838, Ralph Waldo Emerson escribió una carta al sucesor de Jackson, el presidente Martin Van Buren, instándole a que no ocasionara «una atrocidad tan enorme a la Nación Cheroqui».
Sin embargo, a medida que la fecha tope (para la remoción voluntaria) del 23 de mayo de 1838 se aproximaba, el presidente Van Buren nombró al general Winfield Scott para encabezar la operación para el traslado a la fuerza. Éste llegó a New Echota el 17 de mayo de 1838, al mando de 7000 soldados, que comenzaron a acorralar a los cheroquis en Georgia el 26 de mayo de 1838; diez días después, las operaciones comenzaron en Tennessee, Carolina del Norte y Alabama. Unos 17 000 cheroquis —además de aproximadamente 2000 esclavos propiedad de cheroquis ricos— fueron sacados a punta de pistola de sus casas durante tres semanas y agrupados en campos, a menudo con la ropa a sus espaldas. Fueron transferidos a puntos de salida en el Desembarcadero de Ross (Chattanooga, Tennessee) y en el de Gunter (Calhoun, Tennessee). De ahí, fueron enviados al Territorio Indio, la mayoría viajando a pie, o en alguna combinación de ir a caballo, en tren, y en barco, recorriendo una distancia de unos 1600 km (1.000 millas) a lo largo de una de las tres rutas.
Los campos estaban plagados de disentería y otras enfermedades, lo que ocasionó muchas muertes. Después de que tres grupos fueron enviados en tren, un grupo de cheroquis pidieron al general Scott que esperase hasta que un tiempo más fresco hiciese el viaje menos arriesgado. Esto fue concedido; mientras tanto el Jefe Ross, aceptando finalmente la derrota, logró que la supervisión de lo que quedaba del traslado pasase a manos del Consejo Cheroqui. Aunque hubo algunas objeciones por parte del gobierno de EE. UU. debido al coste adicional, el General Scott concedió al Jefe Ross un contrato para trasladar a los 11 000 cheroquis restantes. Las marchas administradas por los cheroquis comenzaron el 28 de agosto de 1838, y consistieron en trece grupos con una media de 1000 personas cada uno. Pese a que este método fue una mejora para todos los implicados, aun murieron muchos por enfermedad.
El número de personas que fallecieron en el Sendero de Lágrimas ha tenido diferentes estimaciones. El gobierno Federal oficial hizo un recuento en su momento de 424 muertes; un doctor estadounidense que viajó con una partida estimó unos 2000 fallecimientos en los campos y otros 2000 en el tren; su total de 4000 muertes permanece como la cifra más citada. En estudio erudito demográfico de 1973 estima un total de 2000 defunciones; otro de 1984, concluyó que fueron 8000. Durante la marcha, se dice que los cheroquis cantaron la canción Amazing Grace, como inspiración para levantar la moral. Se escribieron las letras en el idioma cheroqui para la melodía, y la canción se convirtió en una especie de himno nacional para el pueblo cheroqui.

## Secuelas
Las enfermedades transmisibles se propagan rápidamente a través de estos grupos muy juntos, matando a muchos. Estos grupos fueron de los últimos en moverse, pero siguiendo las mismas rutas que habían tomado los demás; las áreas por las que estaban pasando se habían quedado sin suministros debido a la gran cantidad de personas que habían pasado antes que ellos. Los manifestantes fueron objeto de extorsión y violencia a lo largo de la ruta. Además, estos contingentes finales se vieron obligados a partir durante los meses más calurosos y más fríos del año, matando a muchos. La exposición a los elementos, las enfermedades, el hambre, el acoso de los hombres de la frontera locales y las raciones insuficientes mataron de manera similar hasta un tercio de los choctaw y otras naciones en la marcha. Otras naciones indias, como Quapaws y Osages, se habían mudado al territorio indio antes que las "Cinco Tribus" y los vieron como intrusos.
Los cheroquis que fueron trasladados inicialmente se asentaron cerca de Tahlequah, Oklahoma. La confusión política que ocasionó el Tratado de New Echota y el Sendero de Lágrimas condujeron al asesinato del Alcalde Ridge, John Ridge y Elias Boudinot; de los líderes del Partido del Tratado, sólo Stand Watie eludió correr la misma suerte. La población de la Nación Cheroqui se despechó, y actualmente los cheroquis son el grupo amerindio más numeroso de los Estados Unidos.
Hubo algunas excepciones al traslado. Tal vez unos 1000 cheroquis evadieron a los soldados estadounidenses y vivieron en Georgia y otros estados. Aquellos que vivían en terrenos privados, que poseían individualmente, (en vez de en tierras tribales de propiedad comunal) no estaban sujetos a la remoción. En Carolina del Norte, unos 400 cheroquis vivían en terrenos de las Grandes Montañas Humeantes propiedad de un hombre blanco llamado William Holland Thomas (que había sido adoptado por los cheroquis como amigo), y no entraban en el ámbito del traslado. Estos cheroquis de Carolina del Norte se convirtieron en la actual Banda Cheroqui del Este.
El Sendero de Lágrimas es considerado generalmente como uno de los episodios más lamentables en la historia estadounidense. Para conmemorar el evento, en 1987, el Congreso de los EE. UU. lo designó como Sendero Histórico Nacional Sendero de Lágrimas (Trail of Tears National Historic Trail) . Se despliega a lo largo de 2200 millas y corre por nueve estados.
En 2004, el senador Sam Brownback (Republicano de Kansas) introdujo una resolución conjunta (la Resolución Conjunta del Senado número 37) para «ofrecer una disculpa a todos los Nativos en nombre de los Estados Unidos» por la pasadas «políticas mal concebidas por parte del Gobierno de los Estados Unidos respecto a las tribus indias». Aun falta que el Senado de los Estados Unidos tome una decisión sobre el tema.